# Мохикан
Мохикан (англ. Mohican River) — река в США, на востоке центральной части штата Огайо. Является одной из двух составляющих реки Уалхондинг, которая в свою очередь, является одной из двух составляющих реки Маскингум. Длина составляет 64 км; площадь водосборного бассейна — 2587 км².
Берёт начало в округе Эшланд, примерно в 3 км к юго-западу от деревни Лудонвилл как слияние рек Блэк-Форк и Клир-Форк. Течёт преимущественно в южном и юго-восточном направлениях, протекая при этом через округа Холмс, Кнокс и Кошоктон. В округе Кошоктон сливается с рекой Кокосинг, формируя при этом реку Уалхондинг.